# Ctenium chapadense
Ctenium chapadense är en gräsart som först beskrevs av Carl Bernhard von Trinius, och fick sitt nu gällande namn av Johann es Christoph Christian Döll. Ctenium chapadense ingår i släktet Ctenium, och familjen gräs. Inga underarter finns listade i Catalogue of Life.